# Nomo del Orix

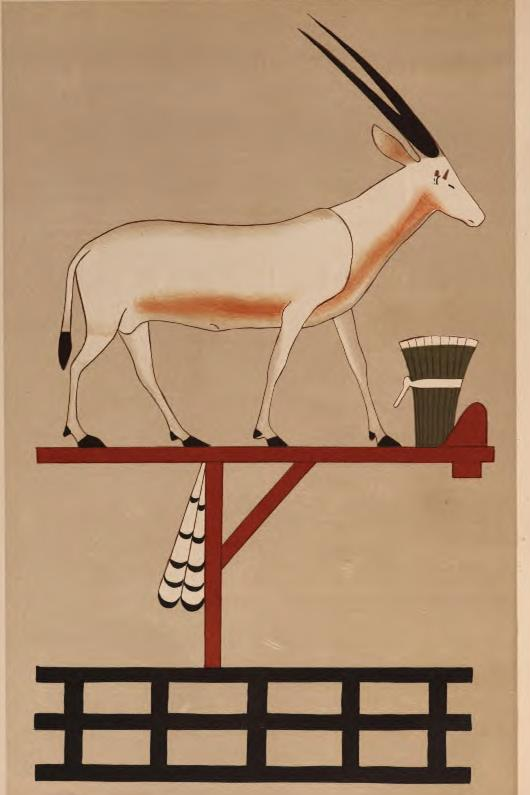
Símbolo del nomo del Orix, tumba de Jnumhotep II en Beni Hasan.

El nomo del Orix (en egipcio Mahedy) fue uno de los 42 nomos (nomoi, divisiones administrativas, término egipcio sepat) en el Antiguo Egipto. Fue el 16.º nomo del Alto Egipto. Fue llamado así por el oryx dammah (un tipo de antílope, llamado también "orix de cuernos de cimitarra"), y se localiza aproximadamente en los territorios que rodean la moderna ciudad de Minya en el Egipto Medio.
| E28 | R12 · N24 |

| E28 | R12 · N24 |

## Historia
Su nombre ya se menciona en las embarcaciones encontradas en el complejo de la pirámide de Zoser, que gobernó al comienzo del Imperio Antiguo. Cerca de Zawyet el-Maiyitin fueron enterrados los gobernadores locales de finales del Imperio Antiguo.
La mayor parte de la historia de este nomo durante el Reino Medio proviene de las tumbas excavadas en la roca de sus nomarcas, que fueron enterrados en Beni Hasan. Al igual que muchos otros nomos, el nomo del Orix fue prominente durante el Primer Período Intermedio, una época que fue testigo del declive del poder real y el aumento de la influencia de los gobernadores locales. Cuando, al final de este período, los gobernantes tebanos de la Dinastía XI estaban a punto de derrotar a los rivales de la Dinastía X de Heracleópolis, el nomarca del nomo del Orix, Baket III pasó de la neutralidad a una fidelidad a los tebanos. Los siguientes nomarcas lograron reunir una considerable cantidad de riqueza entre finales de la Dinastía XI y la Dinastía XII, como lo demuestran sus grandes y finamente decoradas tumbas en Beni Hasan. Algunos de estos gobernadores, como Jnumhotep II, también tenían un cargo a nivel nacional, como el de "Supervisor del Desierto Oriental".
Durante el reinado altamente centralizado del faraón Senusret III, el poder de los nomarcas del nomo del Orix parece haber caído fuertemente, ya que no se han encontraron enterramientos de gobernadores desde su reinado. En el Segundo Período Intermedio, el nomo llegó a ser parte del nomo 15.º del Alto Egipto o nomo de la Liebre, desapareciendo como unidad administrativa autónoma.

## Ciudades y deidades
En el nomo del Orix había muchas ciudades importantes, pero sus ubicaciones exactas son más o menos inciertas para la mayoría de ellas: Acoris (moderno Tihna el-Gebel), Menat Jufu (posiblemente Minia), Hebenu (posiblemente Kom el-Ahmar), Nefrusy (ubicación desconocida) y Herwer (posiblemente Hur).
También se duda de la capital del nomo del Orix. Puede haber sido Herwer, aunque la necrópolis de los nomarcas está en Beni Hasan, que probablemente estaba cerca de Menat Jufu, y se conoce que algunos gobernadores como Jnumhotep I era nomarca y gobernador de Men'at Jufu.
Según inscripciones de la Capilla Blanca de Senusret I, el dios local del nomo del Orix fue Horus de Hebenu. Otras deidades importantes fueron Hathor en Nefrusy y la pareja Jnum-Heket en Herwer.